# Lucian Johnston
Lucian Johnston ist ein US-amerikanischer Filmeditor.

## Leben
Johnston stammt aus dem Bundesstaat New York. Er studierte am Sarah Lawrence College Schreiben. 2007 war er als Assistent der Postproduktion an der Entstehung von John Sayles′ Drama Honeydripper beteiligt. Später wirkte er als Schnittassistent an Filmproduktionen wie Max: Bester Freund. Held. Retter., Die irre Heldentour des Billy Lynn, The Meyerowitz Stories (New and Selected) oder Feinde – Hostiles mit.
Im Jahr 2018 war er als Schnittassistent an der Entstehung von Ethan und Joel Coens Western The Ballad of Buster Scruggs beteiligt, dessen Schnitt die beiden Regisseure wie üblich unter dem Pseudonym „Roderick Jaynes“ selbst übernahmen.
Im gleichen Jahr erhielt Johnston erstmals einen Credit als hauptverantwortlicher Filmeditor, für den gemeinsam mit Jennifer Lame umgesetzten Schnitt von Ari Asters Mystery-Horror-Drama Hereditary – Das Vermächtnis. Für Asters nächsten Film Midsommar übernahm er allein den gesamten Filmschnitt.
Im Anschluss folgten Arbeiten als Filmeditor für die von den Coen-Brüdern inszenierte William-Shakespeare-Verfilmung Macbeth und Lila Neugebauers Filmdrama Causeway. Für Ari Aster schnitt Johnston 2023 den Film Beau Is Afraid.

## Filmografie
- 2018: Hereditary – Das Vermächtnis (Hereditary)
- 2019: Midsommar
- 2021: Macbeth (The Tragedy of Macbeth)
- 2022: Causeway
- 2023: Beau Is Afraid
- 2023: Janet Planet
- 2025: Eddington